# Каштанка
«Кашта́нка» — рассказ русского писателя Антона Павловича Чехова. Опубликован в газете «Новое время» на Рождество 1887 года под заглавием «В учёном сообществе».

## Сюжет
«Молодая рыжая собака — помесь таксы с дворняжкой — очень похожая мордой на лисицу» по кличке Каштанка потеряла своего хозяина, столяра Луку Александрыча. Она пытается найти его след, но безуспешно. Глубоким вечером, выбившись из сил, Каштанка засыпает у дверей подъезда, где её случайно находит таинственный незнакомец, впоследствии оказавшийся клоуном. Он ласкает животное и решает выдрессировать его для цирка. Каштанка получает новую кличку Тётка. Собака оказывается в незнакомой обстановке и встречается с другими животными — гусём Иваном Иванычем, котом Фёдором Тимофеевичем и свиньёй Хавроньей Ивановной.
Мистер Жорж (так звали незнакомца) учит Каштанку различным трюкам и пытается выступить с новым номером, однако гусь трагически умирает (как выясняется, на него случайно наступила лошадь), а дебют Каштанки не удался, так как она во время представления узнаёт своих прежних хозяев — Луку Александрыча и его сына Федю — и с радостным лаем бросается к ним. «Тётка» обретает прежних хозяев.

## Персонажи
Главные персонажи:
- Каштанка — «помесь таксы с дворняжкой», главная героиня повести, прежний питомец Луки Александровича, новый питомец мистера Жоржа, получает от него новую кличку «Тётка»
- Лука Александрович — столяр, прежний хозяин Каштанки, имеет сына Федю.
- Мистер Жорж — клоун, новый хозяин Каштанки, хозяин трёх цирковых животных.
- Федюшка — сын Луки Александровича, хозяин Каштанки.
- Фёдор Тимофеич — домашний кот мистера Жоржа.
- Иван Иваныч — домашний гусь мистера Жоржа. Погиб после травмы, причинённой ему цирковой лошадью.
- Хавронья Ивановна — домашняя свинья мистера Жоржа.

## Адаптации
- «Каштанка» — советский художественный немой чёрно-белый фильм 1926 года режиссёра Ольги Преображенской.
- «Каштанка» — советский мультфильм 1952 года. Режиссёр Михаил Цехановский. Каштанку озвучил Юрий Хржановский.
- «Каштанка» — советский художественный фильм 1975 года режиссёра Романа Балаяна. В ролях: Лев Дуров — столяр Лука Александрович, Олег Табаков — клоун Жорж.
- «Каштанка» / Kaštanka — чехословацкий мультфильм 1976 года.
- «Каштанка» — российский художественный фильм 1994 года, режиссёр Анатолий Васильев.
- «Страсти по Каштанке»  — спектакль театра «Зазеркалье», лауреат премий «Золотая маска» и «Золотой софит»; режиссёр Александр Петров (1998)
- «Каштанка» — российский мультфильм 2004 года. Режиссёр Наталья Орлова.
- «Каштанка» — спектакль новосибирского академического молодёжного театра «Глобус» (2008)
- «Страсти по Каштанке» — радиомюзикл; режиссёр Алексей Литвин, композитор Алексей Шелыгин (2013)
- «Каштанка» — спектакль астраханского Театра юного зрителя (2017)
- «Каштанка, или Забытые письма» — спектакль Брянского областного театра юного зрителя (2018)
- «Каштанка» — музыкальный спектакль московского государственного академического театра «Русская песня» (2018)
- «Каштанка» — спектакль Псковского академического театра драмы имени А. С. Пушкина; режиссёр Юлия Пересильд (2018)
- «Каштанка.собака.ру» — спектакль театра «У Никитских ворот»; режиссёр Марк Розовский, композитор Максим Дунаевский (2023)

## История написания
Существует несколько версий истории написания рассказа:
- В 1887 году критик В. В. Билибин осведомлялся у писателя: «Лейкин говорит, что это он дал Вам тему рассказа о собаке Каштанке».
- В. Л. Дуров считал, что история, происшедшая с его собакой, «послужила содержанием для рассказа А. П. Чехова „Каштанка“…»[2], о чём он написал в начале своего рассказа «Каштанка, Бишка и Запятайка»:

Эта история случилась со мной. Это я нашёл Каштанку; я её дрессировал и выступал с ней, я же и рассказал про неё Антону Павловичу Чехову. Но теперь про Каштанку я рассказывать не буду: лучше Чехова мне не написать. А я вам расскажу про Бишку.
— В. Л. Дуров. Каштанка, Бишка и Запятайка // Мои звери. — М.: Стрекоза-пресс, 2002. — С. 82. — ISBN 5-94563-215-5.
В.Л. Дуров всё же писал, что впоследствии, ему удалось вернуть собаку себе, правда, через суд.
- В. А. Гиляровский отмечал, что рассказ написан по сообщению артиста Васи Григорьева, который бывал у Чехова, а тот записывал его меткие выражения, и однажды записал от него рассказ о собаке, попавшей в Тамбове в цирк.
- И. Бондаренко записал воспоминания Е. Т. Ефимьева, товарища Чехова. Собака хозяина-столяра «была верным спутником во время … прогулок по берегу моря, участником всяческих мальчишеских проказ. Антон Павлович … описал нашу Каштанку»[3].

При жизни Чехова рассказ переводился на венгерский, немецкий и чешский языки.

## Критика
Рассказ был замечен и оценен современниками. Я. П. Полонский в 1888 году сообщал писателю, что его рассказ в Петербурге всем нравится.
И. Л. Леонтьев в 1887 году писал Чехову: «Ваша „Каштанка“ действительно донельзя симпатична и (на ушко!), ежели бы не так скомкан конец и немного ретушёвки в деталях, — это был бы один из Ваших шедевров. Поэтому или почему другому, но он меня менее тронул, чем это надлежало бы по существу».
Положительные отзывы о рассказе писали В. А. Гольцев, М. О. Меньшиков, О. Р. Васильева, профессор-невролог Г. И. Россолимо и другие. Только Р. А. Дистерло, ссылаясь на «Каштанку», упрекал писателя за поверхностное отношение к жизни.
Выход отдельного издания рассказа в 1892 году был отмечен волной положительных отзывов. В. Н. Сторожев в своей рецензии, подписанной инициалами В. Н. С. и опубликованной в журнале «Библиографические записки», утверждал, что «Каштанка» — «прелестный рассказ для детского возраста, рассказ, написанный со вкусом, тактом, хорошим образным языком, чуждым какой бы то ни было фальшивой подделки под детский говор». По мнению рецензента, «Каштанку» можно «выставить как образец лёгкого и занимательного детского рассказа, который с интересом пробежит в свободную минуту и взрослый». Отдельной похвалы литературного критика удостоились иллюстрации к рассказу, выполненные художником С. С. Соломко.
Автор «Библиографических заметок» в газете «Русские ведомости», подписанный буквами SS, полагал, что «лёгкий юмор сообщает ещё более привлекательный характер рассказу». С его точки зрения, «книжечка может считаться одним из интересных явлений нашей детской литературы, весьма небогатой хорошими произведениями».
Н. Е. Эфрос, опубликовавший свою рецензию в газете «Новости дня» (1892, № 3118) под псевдонимом «Д-т», отмечал, что «Каштанка» — не только детский рассказ: «…в нём слишком много тонкой отделки, рассчитанной не на детское понимание, слишком много прекрасных, чисто чеховских деталей, которые доставят эстетическое удовольствие вам и вызовут, пожалуй, зевоту у вашего юного наследника». В качестве примера подобных рассуждений критик приводил главу рассказа «Беспокойная ночь». При этом далее добавлял: «А меж тем, именно эти страницы покажутся вам более интересными; вы невольно почувствуете всю их глубокую правду и в своеобразно окрашенных животных настроениях узнаете то, что не раз, быть может, переживали сами. Вы вспомните кстати несколько аналогичных страничек из „Скучной истории“ того же Ан. П. Чехова — и увидите, как много в них общего, несмотря на всю разницу действующих лиц (поневоле приходится сей почтенный титул приложить к дуровским ученикам)…»